# Charitybuzz
Charitybuzzとはニューヨークにあるインターネット企業で非営利団体が有名人や著名ブランドによるオンラインチャリティオークションを通じて資金を調達するためのシステムを手がけている。常に100ものオークションが行われており、ジャンルもハリウッド、エンターテインメント、ビジネス、政治、スポーツ、芸術、ファッション、その他の業界に渡る。2005年にCEOのコピー・ホルズマン、取締役のブラッド・レイズナー、セレナ・チューが設立。2012年6月現在、1000以上の非営利団体が参加したチャリティで7500万ドル稼いだ。

## 始まりと歴史
より協調的な募金の時代を牽引する非営利団体になることを目標として2005年4月、コピー・ホルズマンCEOがコネチカット州ウェストポートにある自宅の離れに事務所を構え設立。2004年末に起きたクリントン図書館の利益に関してチェビー・チェイスとビル・クリントン大統領による会談の後、ホルズマンは自身の25年間に及ぶインターネットや小売りの経験を革命的な慈善事業に活かすことに成功した。数カ月後に環境教育センターの資金調達のために社員1人とチェビー・チェイスからの提言でCharitybuzzを立ち上げた。ホルズマン達はオークションを開催するために70ものセレブや高級ブランドにミート・アンド・グリート、VIPチケット、バケーション他の出品を要請、最初に行われたオークションはビル・マレーとチェビー・チェイスとのキャディシャックでのゴルフだった。チェビー・チェイスが番組で取り上げた後、オークションの入札額が2週間で25万ドルに跳ね上がった。この成功によりCharitybuzzは口コミによって急成長することになる。
ホルズマンは2007年秋までCharitybuzzでは数時間の勤務だったが、フルタイム勤務となり会社も自宅の離れからオフィススペースに移転した。2008年、Charitybuzzをデラウェア州でチャプターSとして登録し、ケリー・ケネディ、ピーター・ボリッシュ、ジョナー・グッドハート、ジョン・メルザー、スチュアート・サンドロー、ジェイニ・チェイスといった著名人を取締役に迎えた。
その後2009年、景気後退の最中にもかかわらず1億ドルの入札額と100万人のユニークビジターをマークした。バーニー・マドフによるネズミ講の発覚や多くの団体で寄付額が減少したことを受けてCharitybuzzは非営利団体へのライフラインとして非営利団体とセレブとの繋がりとアピールして提携し、110カ国から数万人の新たな寄付者とのやり取りができるようにした。
2010年、Charitybuzzは1500以上のオンラインチャリティオークションを経て企業による社会貢献活動の支援に力を入れるための業務拡張で規模がこの1年で倍増した。ピープル誌、クリスティーズ、オーデマ・ピゲ、メイシーズ、シボレー、ポロラルフローレンといった一部のブランドは非営利団体に利益を還元するためにCharitybuzzを活用した。その後Charitybuzzは本社をコネチカット州からニューヨークの5番外437丁目にある8,000平方フィートのオフィススペースに移転した。
2011年、Charitybuzzの非営利団体への支援額が5000万ドルに達し、ロサンゼルスに支社を開設した。2012年初頭、メイシーズのチーフ・ストアーズ・オフィサーであるピーター・サッチスを取締役に迎え入れた。同年、入札者が最低入札額2万ドルで指定した有名人とのやり取りをリクエストできる「Do Good Dream Big」というチャリティのための新たなセレブリティコンシェルジュサービスを開始した。

## ビジネスモデル
インターネット上でのオークションに登場する高級品や有名人とのひとときの出品に世界中で数万人の人が入札することでCharitybuzzは多数の財団や非営利団体への活動資金を調達することができる。40人の同社社員は1,000以上の非営利団体のクライアントに包括的なオークションサービスを提供するだけでなく、企業による社会貢献活動を盛り上げるために模索している商用ブランド向けにマーケティング支援を行なっている。同社のオークションスペシャリストは各団体と密接にオークションを構築することで意識を生みだし資金調達の目標を達成しようとしている。Charitybuzzの利用には前払い料金はかからないが、オークション終了後に収益の20%を払う事になっている。同社はクライアントの保持率が95%だと述べている。